# Australian Open-mesterskabet i damedouble 2019
Australian Open-mesterskabet i damedouble 2019 var den 93. turnering om Australian Open-mesterskabet i damedouble. Turneringen var en del af Australian Open 2019 og blev spillet i Melbourne Park i Melbourne, Victoria, Australien i perioden 16. - 25. januar 2019.
Siden sidste mesterskab var kampenes format blevet ændret, idet Tennis Australia havde indført en ny afgørelse på afgørende sæt i form af en tiebreak til 10 point ved stillingen 6-6, som afløste det hidtidige format, hvor det sidste sæt skulle vindes med to overskydende partier. Det nye format kom i brug allerede i første runde, hvor Sorana Cîrstea og Jeļena Ostapenko blev de første vindere af en kamp afgjort med en 10-points-tiebreak i tredje sæt i Australian Open-mesterskabet i damedouble, da de besejrede Duan Yingying og Vera Lapko med 6-2, 6-7(3), 7-6(10-7).
Mesterskabet blev vundet af det useedede par Samantha Stosur og Zhang Shuai, som i finalen besejrede de forsvarende mestre, Tímea Babos og Kristina Mladenovic (seedet 2), med 6-3, 6-4, og dermed fik den australsk-kinesiske duo revanche for semifinalenederlaget til netop Babos og Mladenovic ved US Open i 2018. Stosur blev dermed den første australske vinder af titlen, siden Alicia Molik vandt den sammen med Svetlana Kuznetsova i 2005, og titlen var hendes tredje grand slam-titel i damedouble (men den første siden French Open 2006) og hendes syvende grand slam-titel i alt. Zhang Shuai var til gengæld i en grand slam-finale for første gang, og sejren var følgelig hendes første grand slam-titel.

## Pengepræmier og ranglistepoint
Den samlede præmiesum til spillerne i damedouble androg A$ 3.537.000 (ekskl. per diem), hvilket var en stigning på 10 % i forhold til året før.
| Resultat               | Pengepræmier | Pengepræmier | Ændring ift. 2018 | WTA-point |
| Resultat               | Pr. par      | Total        | Ændring ift. 2018 | WTA-point |
| ---------------------- | ------------ | ------------ | ----------------- | --------- |
| Vindere (1)            | A$ 750.000   | A$ 750.000   | +7,1 %            | 2.000     |
| Finalister (1)         | A$ 375.000   | A$ 375.000   | +7,1 %            | 1.300     |
| Semifinalister (2)     | A$ 190.000   | A$ 380.000   | +8,6 %            | 780       |
| Kvartfinalister (4)    | A$ 100.000   | A$ 400.000   | +11,1 %           | 430       |
| Tabere i 3. runde (8)  | A$ 55.000    | A$ 440.000   | +12,2 %           | 240       |
| Tabere i 2. runde (16) | A$ 32.500    | A$ 520.000   | +10.2 %           | 130       |
| Tabere i 1. runde (32) | A$ 21.000    | A$ 672.000   | +13,5 %           | 10        |
| Samlet præmiesum       | -            | A$ 3.537.000 | +10,0 %           | -         |

## Turnering

### Deltagere
Hovedturneringen havde deltagelse af 64 par, der var fordelt på:
- 57 direkte kvalificerede par i form af deres ranglisteplacering.
- 7 par, der havde modtaget et wildcard.

#### Seedede par
De 16 bedst placerede af parrene på WTA's verdensrangliste blev seedet:
| Seedning | Rang. | Spiller                               | Resultat     |
| -------- | ----- | ------------------------------------- | ------------ |
| 1        | 2     | Barbora Krejčíková Kateřina Siniaková | Kvartfinale  |
| 2        | 6     | Tímea Babos Kristina Mladenovic       | Finale       |
| 3        | 23    | Gabriela Dabrowski Xu Yifan           | Første runde |
| 4        | 35    | Nicole Melichar Květa Peschke         | Tredje runde |
| 5        | 36    | Andreja Klepač M.J. Martínez Sánchez  | Kvartfinale  |
| 6        | 37    | Lucie Hradecká Jekaterina Makarova    | Anden runde  |
| 7        | 43    | Chan Hao-Ching Latisha Chan           | Kvartfinale  |
| 8        | 47    | Hsieh Su-Wei Abigail Spears           | Anden runde  |
| 9        | 49    | Raquel Atawo Katarina Srebotnik       | Kvartfinale  |
| 10       | 51    | Irina-Camelia Begu Mihaela Buzărnescu | Anden runde  |
| 11       | 62    | Eri Hozumi Alicja Rosolska            | Anden runde  |
| 12       | 63    | Anna-Lena Grönefeld Vania King        | Første runde |
| 13       | 72    | Kirsten Flipkens Johanna Larsson      | Tredje runde |
| 14       | 73    | Miyu Kato Makoto Ninomiya             | Første runde |
| 15       | 75    | Bethanie Mattek-Sands Demi Schuurs    | Første runde |
| 16       | 77    | Peng Shuai Yang Zhaoxuan              | Første runde |

#### Wildcards
Syv par modtog et wildcard til hovedturneringen.
| Par                            | Årsag til wildcard                      | Resultat     |
| ------------------------------ | --------------------------------------- | ------------ |
| Chang Kai-Chen Hsu Ching-Wen   | Vinder af Asia-Pacific wildcard-playoff | Første runde |
| Destanee Aiava Naiktha Bains   | Vinder af australsk wildcard-playoff    | Første runde |
| Ellen Perez Arina Rodionova    | Vinder af australsk wildcard-challenge  | Første runde |
| Alison Bai Zoe Hives           | Udpeget af Tennis Australia             | Anden runde  |
| Kimberly Birrell Priscilla Hon | Udpeget af Tennis Australia             | Første runde |
| Lizette Cabrera Jaimee Fourlis | Udpeget af Tennis Australia             | Første runde |
| Astra Sharma Isabelle Wallace  | Udpeget af Tennis Australia             | Første runde |

### Resultater

#### Kvartfinaler, semifinaler og finale
| Barbora Krejčíková |
| Kateřina Siniaková |

| Samantha Stosur |
| Zhang Shuai     |

| Samantha Stosur |
| Zhang Shuai     |

| Barbora Strýcová    |
| Markéta Vondroušová |

| Barbora Strýcová    |
| Markéta Vondroušová |

| Andreja Klepač        |
| M.J. Martínez Sánchez |

| Samantha Stosur |
| Zhang Shuai     |

| Chan Hao-Ching |
| Latisha Chan   |

| Tímea Babos         |
| Kristina Mladenovic |

| Jennifer Brady |
| Alison Riske   |

| Jennifer Brady |
| Alison Riske   |

| Raquel Atawo       |
| Katarina Srebotnik |

| Tímea Babos         |
| Kristina Mladenovic |

| Tímea Babos         |
| Kristina Mladenovic |

#### Første, anden og tredje runde
| Barbora Krejčíková |
| Kateřina Siniaková |

| Ana Bogdan          |
| Anastasia Rodionova |

| Barbora Krejčíková |
| Kateřina Siniaková |

| Aleksandra Krunić |
| Zhang Saisai      |

| Monique Adamczak |
| Jessica Moore    |

| Monique Adamczak |
| Jessica Moore    |

| Barbora Krejčíková |
| Kateřina Siniaková |

| Veronika Kudermetova |
| Sabrina Santamaria   |

| Elise Mertens   |
| Aryna Sabalenka |

| Belinda Bencic |
| Donna Vekić    |

| Veronika Kudermetova |
| Sabrina Santamaria   |

| Elise Mertens   |
| Aryna Sabalenka |

| Elise Mertens   |
| Aryna Sabalenka |

| Bethanie Mattek-Sands |
| Demi Schuurs          |

| Irina-Camelia Begu |
| Mihaela Buzărnescu |

| Lizette Cabrera |
| Jaimee Fourlis  |

| Irina-Camelia Begu |
| Mihaela Buzărnescu |

| Alizé Cornet |
| Petra Martić |

| Alizé Cornet |
| Petra Martić |

| Magda Linette    |
| Ajla Tomljanović |

| Alizé Cornet |
| Petra Martić |

| Viktória Kužmová     |
| Magdaléna Rybáriková |

| Samantha Stosur |
| Zhang Shuai     |

| Samantha Stosur |
| Zhang Shuai     |

| Samantha Stosur |
| Zhang Shuai     |

| Bernarda Pera    |
| Rebecca Peterson |

| Hsieh Su-Wei   |
| Abigail Spears |

| Hsieh Su-Wei   |
| Abigail Spears |

| Gabriela Dabrowski |
| Xu Yifan           |

| Barbora Strýcová    |
| Markéta Vondroušová |

| Barbora Strýcová    |
| Markéta Vondroušová |

| Dalila Jakupović  |
| Irina Khromatjeva |

| Zarina Dijas      |
| Julija Putintseva |

| Zarina Dijas      |
| Julija Putintseva |

| Barbora Strýcová    |
| Markéta Vondroušová |

| Luksika Kumkhum  |
| Jevgenija Rodina |

| Nao Hibino       |
| Desirae Krawczyk |

| Alison Bai |
| Zoe Hives  |

| Alison Bai |
| Zoe Hives  |

| Nao Hibino       |
| Desirae Krawczyk |

| Nao Hibino       |
| Desirae Krawczyk |

| Miyu Kato       |
| Makoto Ninomiya |

| Anna-Lena Grönefeld |
| Vania King          |

| Shuko Aoyama     |
| Lidzija Marozava |

| Shuko Aoyama     |
| Lidzija Marozava |

| Chang Kai-Chen |
| Hsu Ching-Wen  |

| Kaitlyn Christian |
| Asia Muhammad     |

| Kaitlyn Christian |
| Asia Muhammad     |

| Kaitlyn Christian |
| Asia Muhammad     |

| Sorana Cîrstea   |
| Jeļena Ostapenko |

| Andreja Klepač        |
| M.J. Martínez Sánchez |

| Duan Yingying |
| Vera Lapko    |

| Sorana Cîrstea   |
| Jeļena Ostapenko |

| Destanee Aiava |
| Naiktha Bains  |

| Andreja Klepač        |
| M.J. Martínez Sánchez |

| Andreja Klepač        |
| M.J. Martínez Sánchez |

| Chan Hao-Ching |
| Latisha Chan   |

| Ellen Perez     |
| Arina Rodionova |

| Chan Hao-Ching |
| Latisha Chan   |

| Pauline Parmentier |
| Maria Sakkari      |

| Jiang Xinyu |
| Wang Qiang  |

| Jiang Xinyu |
| Wang Qiang  |

| Chan Hao-Ching |
| Latisha Chan   |

| Alexa Guarachi      |
| Alison Van Uytvanck |

| Aljaksandra Sasnovitj |
| Taylor Townsend       |

| Aljaksandra Sasnovitj |
| Taylor Townsend       |

| Aljaksandra Sasnovitj |
| Taylor Townsend       |

| Andrea Petkovic |
| Monica Puig     |

| Eri Hozumi      |
| Alicja Rosolska |

| Eri Hozumi      |
| Alicja Rosolska |

| Peng Shuai    |
| Yang Zhaoxuan |

| Viktorija Azarenka |
| Ashleigh Barty     |

| Viktorija Azarenka |
| Ashleigh Barty     |

| Astra Sharma     |
| Isabelle Wallace |

| Jennifer Brady |
| Alison Riske   |

| Jennifer Brady |
| Alison Riske   |

| Jennifer Brady |
| Alison Riske   |

| Nadiia Kitjenok |
| Wang Yafan      |

| Nicole Melichar |
| Květa Peschke   |

| Oksana Kalasjnikova |
| Dajana Jastremska   |

| Nadiia Kitjenok |
| Wang Yafan      |

| Tatjana Maria  |
| Heather Watson |

| Nicole Melichar |
| Květa Peschke   |

| Nicole Melichar |
| Květa Peschke   |

| Lucie Hradecká      |
| Jekaterina Makarova |

| Mona Barthel |
| Sofia Kenin  |

| Lucie Hradecká      |
| Jekaterina Makarova |

| Irina Bara       |
| Monica Niculescu |

| Irina Bara       |
| Monica Niculescu |

| Lara Arruabarrena      |
| Arantxa Parra Santonja |

| Irina Bara       |
| Monica Niculescu |

| Aleksandra Panova |
| Laura Siegemund   |

| Raquel Atawo       |
| Katarina Srebotnik |

| Margarita Gasparjan |
| Daria Gavrilova     |

| Margarita Gasparjan |
| Daria Gavrilova     |

| Amanda Anisimova |
| Danielle Collins |

| Raquel Atawo       |
| Katarina Srebotnik |

| Raquel Atawo       |
| Katarina Srebotnik |

| Kirsten Flipkens |
| Johanna Larsson  |

| Timea Bacsinszky |
| Vera Zvonarjova  |

| Kirsten Flipkens |
| Johanna Larsson  |

| Kimberly Birrell |
| Priscilla Hon    |

| Harriet Dart    |
| Anett Kontaveit |

| Harriet Dart    |
| Anett Kontaveit |

| Kirsten Flipkens |
| Johanna Larsson  |

| A. Pavljutjenkova    |
| Anastasija Sevastova |

| Tímea Babos         |
| Kristina Mladenovic |

| Han Xinyun   |
| Darija Jurak |

| Han Xinyun   |
| Darija Jurak |

| Raluca Olaru       |
| Galina Voskobojeva |

| Tímea Babos         |
| Kristina Mladenovic |

| Tímea Babos         |
| Kristina Mladenovic |